# Xystrosoma
Xystrosoma es un género de miriápodos cordeumátidos de la familia Chamaesomatidae. Sus 8 especies reconocidas son endémicas de la España peninsular y la Francia continental.

## Especies
Se reconocen las siguientes:
- Xystrosoma cassagnaui Mauriès, 1965
- Xystrosoma catalonicum Ribaut, 1927
- Xystrosoma coiffaiti Mauriès, 1964
- Xystrosoma lusitanicum Mauriès, 2014
- Xystrosoma murinum Ribaut, 1927
- Xystrosoma pyrenaicum Ribaut, 1927
- Xystrosoma tectosagum Ribaut, 1927
- Xystrosoma vasconicum Mauriès & Barraqueta, 1985